# هاشیبا هیده‌کاتسو (ایشی ماتسومارو)

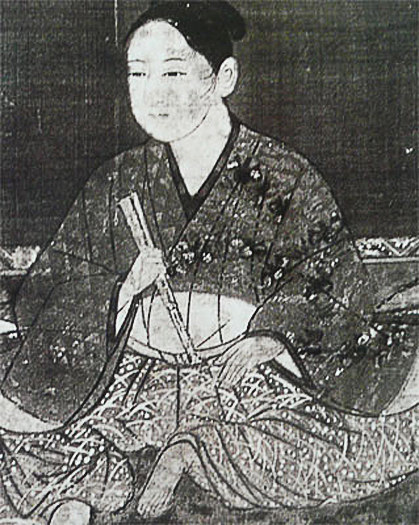
هاشیبا هیده‌کاتسو

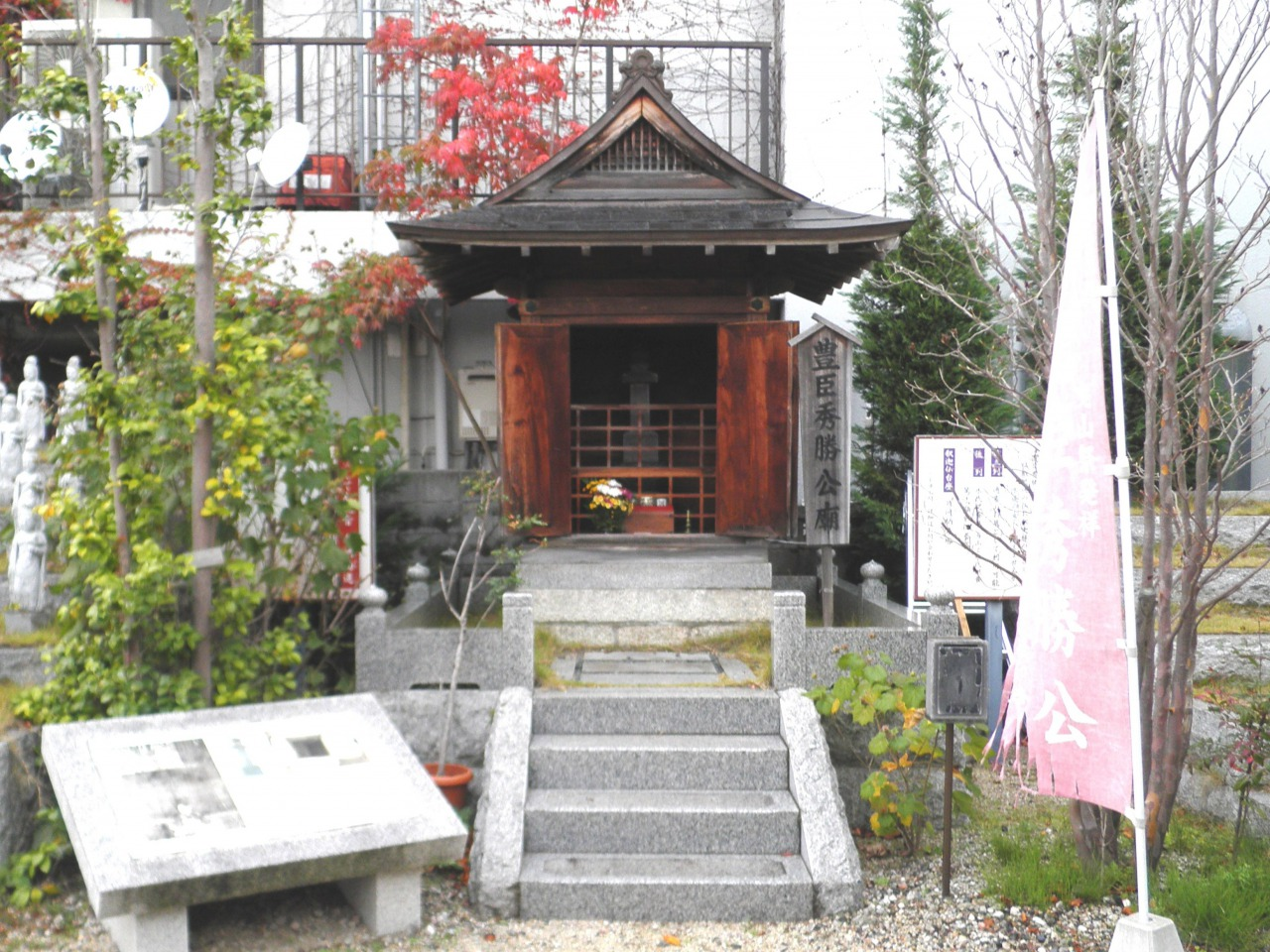
قبر هاشیبا هیده‌کاتسو در ناگاهاما، شیگا در استان شیگا

هاشیبا هیده‌کاتسو (به ژاپنی: 羽柴 秀勝 はしば ひでかつ) نام دوران کودکی ایشی ماتسومارو (به ژاپنی: 石松丸) (تولد نامشخص بنابر فرضیه ۱۵۷۰–۱۵۷۴ –مرگ ۴ نوامبر ۱۵۷۶) بنا بر روایات اولین فرزند تویوتومی هیده‌یوشی که در دوره آزوچی-مومویاما زندگی می‌کرد. بنا بر فرضیه‌ها مادر او می‌نامی دونو بوده و هنگامی که هیده‌یوشی در ولایت اومی ارباب قلعه ناگاهاما بود با او آشنا شده‌است. ایشی ماتسومارو در سنین کودکی درگذشت پس از آن می‌نامی دونو یک دختر نیز به دنیا آورد که او نیز اندکی بعد از تولد درگذشت.
در مورد صحت اینکه ایشی ماتسومارو فرزند هیده‌یوشی بوده یا اصلاً چنین شخصی وجود داشته‌است، تردید وجود دارد. مستند است که شخصی بنام هاشیبا هیده‌کاتسو در سال ۱۵۷۶ در گذشته و هیده‌یوشی او را به عنوان فرزند خود به خاک سپرده‌است. اما برخی از تاریخدانان در مورد اینکه هیده‌یوشی فرزندی از خود داشته‌است تردید دارند و احتمال می‌دهند به علت اینکه ایشی ماتسومارو نیز به مانند خواهر هیده‌یوشی نیشونی در یک معبد متعلق به فرقه نیچیرن دفن شده‌است، در اصل فرزند نیشونی باشد و هیده‌یوشی او را نیز به مانند دو پسر دیگر نیشونی، تویوتومی هیده‌تسوگو و تویوتومی هیده‌کاتسو به فرزند خواندگی خود درآورده باشد.

## نظر تاریخدانان
در دفتری که در معبد هوگون-جی باقی مانده‌است بعد از نام اونو همسر اصلی هیده‌یوشی و ناکا مادر هیده‌یوشی، نام ایشی ماتسومارو و سپس می‌نامی دونو آمده‌است. کوواتا تاداچیکا نظر دارد که احتمالاً این گواهی بر این دارد که ایشی ماتسومارو نام پسر واقعی و می‌نامی دونو مادر ایشی ماتسومارو ذکر شده است ولی هاتوری هیده‌ئو نظر دارد که به عنوان همسر غیر اصلی هیده‌یوشی کمک مالی‌ای که می‌نامی دونو کرده‌است بسیار اندک و نامتناسب است و در مورد اثبات اینکه می‌نامی دونو مادر ایشی ماتسومارو بوده‌است نیز سندی وجود ندارد.
- واتانابه یوسوکه نظر می‌دهد که اینکه هیده‌کاتسو پسر واقعی یا پسرخوانده هیده‌یوشی بوده‌است مشخص نیست اما اینکه پسر هیده‌یوشی بوده‌است قطعی است.
- کوواتا تاداچیکا هیده‌کاتسو را پسر واقعی هیده‌یوشی می‌داند.
- اووادا تتسوئو نیز تحت تأثیر کواتا تاداچیکا هیده‌کاتسو را پسر واقعی هیده‌یوشی می‌داند.
- میاموتو یوشیمی در این‌باره نوشته‌است: هیده‌یوشی نمی‌توانست تنها پسرش را که در اثر مرگ از دست داده بود فراموش کند شاید به همین علت نام هیده‌کاتسو را بر روی پسر خوانده‌هایش می‌گذاشت.
- فوکودا چتزورو عقیده دارد که اینکه هیده کاتسو پسر واقعی هیده‌یوشی بوده‌است قابل اثبات نیست و در این‌باره تردید خود را مطرح کرده‌است.
- اوتا هیروشی رئیس موزه قلعه هاماماتسو، عقیده دارد که نظریه کواتا تاداچیکا ضبط و ربط درستی ندارد و هیده‌کاتسو پسر واقعی هیده‌یوشی نیست.
- هاتوری هیده‌ئو تأکید دارد که هیده‌کاتسو پسر واقعی هیده‌یوشی نیست.